# 休城 (密蘇里州)
休城（英語：Sue City）是位於美國密蘇里州梅肯縣的非建制地區。

## 歷史
休城的郵局於1868年設立，其後於1900年停運。

## 地理
休城所處的海拔為高於海平面266米（即873英呎），而該地所採用的時區為UTC-6，即北美中部時區（CST）。同時該地設有夏令時間，為UTC-6調快一小時，即UTC-5（CDT）。